# Días contados
Días contados is een Spaanse film uit 1994, geregisseerd door Imanol Uribe. De film is gebaseerd op het gelijknamige boek van de Spaanse schrijver Juan Madrid.

## Verhaal
Een lid van de terroristische organisatie ETA behoort tot een commando dat een aanslag in Madrid aan het plannen is. Hij stelt zijn prioriteiten bij, wanneer hij een meisje ontmoet dat verslaafd is aan drugs en tot wie hij zich sterk aangetrokken voelt.

## Rolverdeling
| Acteur          | Personage |
| --------------- | --------- |
| Carmelo Gómez   | Antonio   |
| Ruth Gabriel    | Charo     |
| Javier Bardem   | Lisardo   |
| Karra Elejalde  | Rafa      |
| Candela Peña    | Vanesa    |
| Elvira Mínguez  | Lourdes   |
| Pepón Nieto     | Ugarte    |
| Joseba Apaolaza | Carlos    |
| Chacho Carreras | Portugués |
| Pedro Casablanc | Alfredo   |

## Ontvangst

### Prijzen en nominaties
Een selectie:
| Jaar | Evenement                     | Categorie                         | Genomineerde                    | Resultaat   |
| ---- | ----------------------------- | --------------------------------- | ------------------------------- | ----------- |
| 1994 | San Sebastián (42ste editie)  | Gouden Schelp voor beste film     | Días contados                   | Genomineerd |
| 1994 | San Sebastián (42ste editie)  | Zilveren Schelp voor beste acteur | Javier Bardem                   | Gewonnen    |
| 1995 | Premios Goya (9de uitreiking) | Beste film                        | Días contados                   | Gewonnen    |
| 1995 | Premios Goya (9de uitreiking) | Beste regisseur                   | Imanol Uribe                    | Gewonnen    |
| 1995 | Premios Goya (9de uitreiking) | Beste acteur                      | Carmelo Gómez                   | Gewonnen    |
| 1995 | Premios Goya (9de uitreiking) | Beste actrice                     | Ruth Gabriel                    | Genomineerd |
| 1995 | Premios Goya (9de uitreiking) | Beste mannelijke bijrol           | Javier Bardem                   | Gewonnen    |
| 1995 | Premios Goya (9de uitreiking) | Beste vrouwelijke bijrol          | Candela Peña                    | Genomineerd |
| 1995 | Premios Goya (9de uitreiking) | Beste debuterend acteur           | Pepón Nieto                     | Genomineerd |
| 1995 | Premios Goya (9de uitreiking) | Beste debuterend actrice          | Ruth Gabriel                    | Gewonnen    |
| 1995 | Premios Goya (9de uitreiking) | Beste debuterend actrice          | Candela Peña                    | Genomineerd |
| 1995 | Premios Goya (9de uitreiking) | Beste debuterend actrice          | Elvira Mínguez                  | Genomineerd |
| 1995 | Premios Goya (9de uitreiking) | Beste bewerkt scenario            | Imanol Uribe                    | Gewonnen    |
| 1995 | Premios Goya (9de uitreiking) | Beste camerawerk                  | Javier Aguirresarobe            | Genomineerd |
| 1995 | Premios Goya (9de uitreiking) | Beste montage                     | Teresa Font                     | Gewonnen    |
| 1995 | Premios Goya (9de uitreiking) | Beste artdirector                 | Félix Murcia                    | Genomineerd |
| 1995 | Premios Goya (9de uitreiking) | Beste productiemanager            | Andrés Santana                  | Genomineerd |
| 1995 | Premios Goya (9de uitreiking) | Beste geluid                      | Gilles Ortion, John Hayward     | Genomineerd |
| 1995 | Premios Goya (9de uitreiking) | Beste speciale effecten           | Reyes Abades                    | Gewonnen    |
| 1995 | Premios Goya (9de uitreiking) | Beste kostuums                    | Helena Sanchis                  | Genomineerd |
| 1995 | Premios Goya (9de uitreiking) | Beste grime en haarstijl          | Romana González, Josefa Morales | Genomineerd |